# Морозівське (Васильківська селищна громада)
Морозівське (до 1 квітня 2016 року — Пролета́рське) — село в Україні, у Васильківській селищній громаді Синельниківського району Дніпропетровської області. Населення становить 27 осіб. До 2020 року орган місцевого самоврядування — Павлівська сільська рада.

## Географія
Село Морозівське розташоване на півдні Синельниківського району, за 105 км від обласного центру та 50 км від районного центру. На півдні межує з селами Олексіївка та Граничне Запорізького району Запорізької області, на сході з селом Новогригорівка, на півночі з селом Вербівське та на заході з Трудолюбівкою Запорізького району Запорізької області. Найближча залізнична станція Письменна (за 18,6 км).

## Історія
17 березня 2016 року Постановою Верховної Ради України № 1037-VIII, село Пролетарське перейменоване в село Морозівське (набула чинності з 2 квітня 2016 року).
12 червня 2020 року, відповідно до розпорядження Кабінету Міністрів України № 709-р від «Про визначення адміністративних центрів та затвердження територій територіальних громад Дніпропетровської області», увійшло до складу Васильківської селищної громади.
19 липня 2020 року, в результаті адміністративно-територіальної реформи та ліквідації Васильківського району, село увійшло до складу Синельниківського району.